# Инквизиция в Латинска Америка
Инквизицията в Латинска Америка прониква непосредствено с трайната колонизация на Новия свят от Испания и Португалия. Инквизицията в Латинска Америка следва чинно институционално тази в метрополиите на колониалните империи. Тя е функция и съставна част от испанската и португалска инквизиция, като се отличава от тях с оглед спецификата на колониите където се осъществява.
Заслугата за премахването ѝ от бившите испански и португалски колонии в Латинска Америка е на Наполеон Бонапарт, който по време на Полуостровната война, издействал през 1808 г. премахването на Испанската инквизиция. През 20-те години на 19 век настъпил края и на Португалската инквизиция, а след реставрацията на Бурбоните във Франция, Испанската инквизиция била възстановена, като номинално през 1834 г. била окончателно премахната.
Първоначална и основна цел на преследване на инквизизиторите в Новия свят били "новите християни" от Стария свят, които пресекли океана с надеждата да се скрият в тези далечни и непознати земи от жестокото им преследване от Инквизицията. Много конверси се обърнали в робовладелци и се захванали в триъгалната трансатлантическа търговия с търговия с роби. Друга категория „нови християни“ били лечителите, затова лекарите по новите земи също били под постоянно наблюдение от инквизиторите. Първите случаи на изнамиране на „нови християни“ били въз основа на изразяването на нетрадиционни религиозни възгледи. През 1551 г. Испанската инквизиция осъжда Педро де ла Торе, лекар в Пуебло, за това че той възкликнал: „Бог и природата са едно и също нещо“. Трибуналът на Инквизицията го осъжда на глоба от 100 златни песос и връщане в Испания. След процеса, Инквизицията въвежда изискването на всеки три години във всички селища на Испанска Америка, при задължителното присъствие на всички вярващи над 10-годишна възраст, да се чете Генералния едикт на вярата в църквите. През 1580 г. след съюзяването на Португалия с Испания по силата на Иберийската уния, Португалската инквизиция пристига в Бразилия, най-голямата португалска колония.
Инквизиторите в Новия свят се заемат и със събирането на доноси, като например в Мексико Сити през 1650 г. са събрани около 500, които били класирани в осем обемисти тома. Четири тома от осемте са запазени, като в тях се съдържат 254 доноса за изменници на вярата. В 112 от тези случаи са докладвани случаи на магьосничество и предсказания. Предходно на 25 март 1601 г. в Мексико Сити са обвинени от трибунала 143-ма в ерес, от които 32-ма са обвинени в калвинизъм, а 4-ма са изгорени на аутодафе. Испанската инквизиция в Латинска Америка просъществува до началото на XIX век. През 1813 г. е забранена изрично в испанските колонии, но през 1814 г. Фердинанд VII възстановява дейността на трибунала, който с двойна енергия започва да преследва противниците си. Едва с придобиването на независимост, в бившите испански и португалски колонии в Латинска Америка се премахват всички институти на Инквизицията.
Инквизицията в Латинска Америка е феномен който не може да бъде разяснен, обяснен и изяснен тематично извън историята на католицизма.